# Howik Abrahamjan

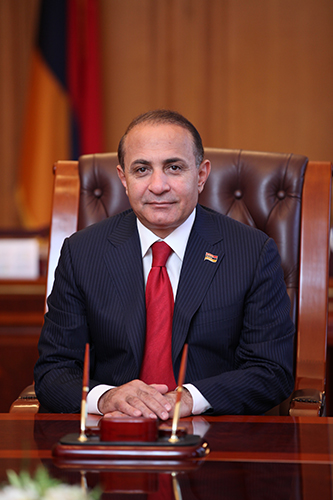
Howik Abrahamjan

Howik Argami Abrahamjan (armenisch Հովիկ Արգամի Աբրահամյան; * 24. Januar 1958 in Mkhchyan, Armenische SSR (heute Armenien)) ist ein armenischer Politiker (Republikanische Partei) und war vom 13. April 2014 bis zum 8. September 2016 Ministerpräsident der Republik Armenien. Zuvor war er Präsident des armenischen Parlaments gewesen.
Der 1958 im heute zur armenischen Provinz Ararat gehörenden Dorf Mkhchyan geborene Abrahamjan studierte an der wirtschaftswissenschaftlichen Fakultät der Staatlichen Universität Jerewan. 1990–1991 war er Abteilungsleiter bei der Burasan Branntweinfabrik, 1991–1995 leitete er die Artaschat Wein- und Branntweinfabrik.

## Politik
Er war von 1995 bis 1999 Abgeordneter des armenischen Parlaments, 1995 bis 1996 Vorsitzender des Exekutivkomitees des Stadtrats von Artaschat und 1996 bis 1998 Bürgermeister von Artaschat. Im Anschluss war er in den Jahren 1998–2000 Gouverneur der Provinz Ararat. 2000 wurde er Minister für Territorialverwaltung und gehörte dem Kabinett auf wechselnden Posten bis 2008 an. Ab 2005 war er Mitglied des Sicherheitsrats und 2007–2008 stellvertretender Ministerpräsident. Vom 12. April bis 5. September 2008 war er Kabinettschef von Präsident Sersch Sargsjan. Nach dem Rücktritt seines Bruders Henrik als Parlamentsabgeordneter wurde er am 24. August 2008 ins Parlament gewählt und am 29. September Parlamentspräsident. Er trat am 21. November 2011 vom Amt des Parlamentspräsidenten zurück, wurde bei der Parlamentswahl 6. Mai 2012 wieder ins Parlament gewählt und erneut Parlamentspräsident. Am 13. April 2014 ernannte ihn Präsident Sersch Sargsjan zum Nachfolger des nach Protesten gegen seine Rentenreform zurückgetretenen Ministerpräsidenten Tigran Sargsjan.